# Nino Bergese
Giacomo Bergese conocido como Nino (Saluzzo, Italia; 9 de septiembre de 1904 - Génova, Italia; 4 de mayo de 1977) fue un cocinero italiano y autor de platos en tiempos de posguerra.
A los quince años (otras fuentes sostienen que a los trece años) entró al servicio del Conde Bonvicino como ayudante de jardinería, para luego ser trasladado a la cocina, donde era maestro Giovanni Bastone, futuro cocinero de la familia Agnelli.
En 1920, Bergese se convirtió en ayudante de cocina del Conde Costa Carrù della Trinità, permaneciendo en esta "formación" hasta 1926, cuando fue contratado como primer cocinero por la familia industrial del algodón Wild. Finalmente, fue contratado por los condes Arborio Mella di Sant'Elia, maestro de ceremonias de la Casa de Saboya, y pronto se convirtió en uno de los cocineros más reputados de la alta aristocracia.
La larga actividad al servicio de las familias nobles y adineradas le valió a Bergese los apodos de cocinero de reyes y rey de cocineros .
Después de la Segunda Guerra Mundial, con la desaparición del "viejo mundo" de la aristocracia y la clase media alta, Bergese abrió el restaurante "La Santa" en Génova. Después de retirarse de la cocina, fue llamado allí por Gianluigi Morini para supervisar las cocinas del restaurante "San Domenico" en Imola, que debe gran parte de su autoridad a Bergese. 
En 1969 publica el recetario Alimentare da re para Feltrinelli.
Después de su muerte, en 1977, varias escuelas de hostelería en Italia recibieron su nombre, incluida una en Génova, la ciudad donde pasó sus últimos años.

## Raviolón a la Nino Bergese
Christian Petersen, reconocido gastronómico argentino, se refirió al plato conocido simplemente como "Nino Bergese" (en países de habla hispana o uovo en raviolo -huevo en raviolón- en Italia) de la siguiente manera: "Nino Bergese es un cocinero que, después de la Segunda Guerra Mundial, trabajaba para las grandes esferas italianas y le pedían platos sofisticados. Como no había materia prima y no había presupuesto, inventó esta pasta que es un invento entre la tradicional, bien italiana, con un poquito de modernidad. Es muy linda de comer".
La invención de posguerra de Bergese, homónima a él, es austera y técnica. Consiste en un raviolón de aproximadamente 10 por 10 centímetros con una aureola de espinaca y ricota con un corazón de yema de huevo. Al cortarse, el huevo tiene que fluir como un río siendo ésta la principal salsa del plato.